# Liga dos Campeões da Europa de Voleibol Feminino de 2017-18
O Liga dos Campeões da Europa de Voleibol Feminino de 2017-18 foi quinquagésima oitava edição da principal competição de clubes de voleibol feminino da Europa, organizada pela CEV iniciada com as qualificatórias, esta realizada no período de 17 de outubro a 11 de novembro de 2017 com 14 participantes, e o torneio principal previsto para o período de 12 de dezembro de 2017 a 6 de maio de 2018 com 16 equipes disputando o título, totalizando 26 clubes participantes,  qualificando o time campeão para a edição do Campeonato Mundial de Clubes de Voleibol Feminino de 2018.
A equipe turca do VakıfBank SK Istanbul conquista o tetracampeonato na história da competição, o segundo título consecutivamente, e obteve a qualificação para o Mundial de Clubes de 2018, já o CSM Volei Alba-Blaj,equipe anfitriã, finalizou com o vice-campeonato e o clube italiano Imoco Volley Conegliano completou o pódio.A ponteira Gözde Sonsırma recebeu o prêmio de melhor jogadora da competição (MVP) e se aposenta das quadras conforme já havia anunciado previamente.

## Formato de disputa
As equipes foram distribuídas proporcionalmente em quatro grupos onde todos os times (com dois jogos em mando de quadra e dois jogos como visitante).Os quatro times que encerrarem esta fase em primeiro de seus grupos qualificam-se para os playoffs e mais os dois melhores segundo colocados nesta etapa, em caso do anfitrião obter a primeira colocação este classificará para a fase semifinal.
A classificação é determinada pelo número de partidas ganhas. Em caso de empate no número de partidas ganhas por duas ou mais equipes, sua classificação é baseada nos seguintes critérios:
- resultado de pontos (placar de 3-0 ou 3-1 garantiu três pontos para a equipe vencedora e nenhum para a equipe derrotada; já o placar de 3-2 garantiu dois pontos para a equipe vencedora e um para a perdedora);
- quociente de set (o número total de sets ganhos dividido pelo número total de sets perdidos);
- quociente de pontos (o número total de pontos marcados dividido pelo número total de pontos perdidos);
- resultados de confrontos diretos entre as equipes em questão.

A Fase de Playoffs reuniu as seis melhores equipes da fase anterior e disputaram três vagas na semifinal, com jogos de idade e volta, obdecendo os critérios de pontuação (resultado de pontos), no caso de empate, disputariam o "Golden Set".
A fase semifinal reuniu as quatro equipes classificadas e em jogo único os vencedores se enfrentaram na final e os dois perdedores disputaram o bronze.

## Equipes participantes
Um total de 16 equipes participam no torneio principal, com 12 clubes oriundos das vagas diretas destinada aos melhores ranqueados conforme "Ranking" das Copas Europeias, as 4 equipes restantes são oriundas da fase qualificatória, cujo sorteio foi divulgado em 17 de novembro de 2017, na cidade de Moscou.As seguintes equipes foram qualificadas para a disputa do torneio principal da Liga dos Campeões da Europa de 2017-18:
| Equipe                  | País     | Qualificação    |
| ----------------------- | -------- | --------------- |
| Fenerbahçe SK Istanbul  | Turquia  | Vaga direta     |
| Galatasaray SK Istanbul | Turquia  | Vaga direta     |
| VakıfBank SK Istanbul   | Turquia  | Qualificatórias |
| Dinamo Kazan            | Rússia   | Vaga direta     |
| Dinamo Moscou           | Rússia   | Vaga direta     |
| Chemik Police           | Polónia  | Vaga direta     |
| Grot Budowlani Łódź     | Polónia  | Vaga direta     |
| Developres Rzeszów      | Polónia  | Qualificatórias |
| Voléro Zürich           | Suíça    | Vaga direta     |
| Igor Gorgonzola Novara  | Itália   | Vaga direta     |
| Imoco Volley Conegliano | Itália   | Qualificatórias |
| ASPTT Mulhouse          | França   | Vaga direta     |
| CSM Volei Alba-Blaj     | Roménia  | Vaga direta     |
| Agel Prostějov          | Chéquia  | Vaga direta     |
| Vizura Ruma             | Sérvia   | Vaga direta     |
| Maritza Plovdivo        | Bulgária | Qualificatórias |

## Fase de grupos
|  | Classificado para os Playoffs  |
|  | Qualificado para as Semifinais |

- Horário local.

### Grupo A
Classificação
|     |                     |     | Jogos | Jogos | Jogos | Pontos | Pontos | Pontos | Sets | Sets | Sets  |
| Pos | Equipe              | Pts | T     | V     | D     | V      | P      | R      | V    | P    | R     |
| --- | ------------------- | --- | ----- | ----- | ----- | ------ | ------ | ------ | ---- | ---- | ----- |
| 1   | CSM Volei Alba-Blaj | 14  | 6     | 5     | 1     | 516    | 488    | 1.057  | 15   | 8    | 1.875 |
| 2   | Voléro Zürich       | 13  | 6     | 4     | 2     | 531    | 488    | 1.088  | 15   | 8    | 1.875 |
| 3   | Developres Rzeszów  | 6   | 6     | 2     | 4     | 463    | 494    | 0.937  | 8    | 14   | 0.571 |
| 4   | ASPTT Mulhouse      | 3   | 6     | 1     | 5     | 545    | 586    | 0.930  | 9    | 17   | 0.529 |

| Data   | Hora  |                     | Placar |                     | Set 1 | Set 2 | Set 3 | Set 4 | Set 5 | Total   | Relatório |
| ------ | ----- | ------------------- | ------ | ------------------- | ----- | ----- | ----- | ----- | ----- | ------- | --------- |
| 13 dez | 18:00 | CSM Volei Alba-Blaj | 3–1    | Voléro Zürich       | 26–24 | 25–22 | 24–26 | 25–21 |       | 100–93  | 100–93    |
| 13 dez | 18:00 | Developres Rzeszów  | 3–1    | ASPTT Mulhouse      | 25–18 | 20–25 | 25–14 | 25–17 |       | 95–74   | 95–74     |
| 11 jan | 18:00 | Developres Rzeszów  | 0–3    | CSM Volei Alba-Blaj | 19–25 | 25–27 | 17–25 |       |       | 61–77   | 61–77     |
| 11 jan | 20:00 | Voléro Zürich       | 2–3    | ASPTT Mulhouse      | 19–25 | 19–25 | 25–23 | 25–23 | 10–15 | 98–111  | 98–111    |
| 24 jan | 20:00 | ASPTT Mulhouse      | 1–3    | CSM Volei Alba-Blaj | 20–25 | 25–20 | 16–25 | 20–25 |       | 81–95   | 81–95     |
| 25 jan | 20:00 | Voléro Zürich       | 3–0    | Developres Rzeszów  | 26–24 | 25–19 | 25–13 |       |       | 76–56   | 76–56     |
| 7 fev  | 18:00 | CSM Volei Alba-Blaj | 3–2    | ASPTT Mulhouse      | 15–25 | 25–21 | 20–25 | 28–26 | 15–13 | 103–110 | 103–110   |
| 7 fev  | 18:00 | Developres Rzeszów  | 1–3    | Voléro Zürich       | 16–25 | 25–18 | 22–25 | 22–25 |       | 85–93   | 85–93     |
| 21 fev | 20:00 | ASPTT Mulhouse      | 1–3    | Voléro Zürich       | 24–26 | 25–20 | 22–25 | 19–25 |       | 90–96   | 90–96     |
| 22 fev | 18:00 | CSM Volei Alba-Blaj | 3–1    | Developres Rzeszów  | 25–16 | 25–16 | 20–25 | 25–12 |       | 95–69   | 95–69     |
| 27 fev | 20:00 | Voléro Zürich       | 3–0    | CSM Volei Alba-Blaj | 25–22 | 25–15 | 25–9  |       |       | 75–46   | 75–46     |
| 27 fev | 20:00 | ASPTT Mulhouse      | 1–3    | Developres Rzeszów  | 23–25 | 14–25 | 25–23 | 17–25 |       | 79–98   | 79–98     |

### Grupo B
|     |                         |     | Jogos | Jogos | Jogos | Pontos | Pontos | Pontos | Sets | Sets | Sets  |
| Pos | Equipe                  | Pts | T     | V     | D     | V      | P      | R      | V    | P    | R     |
| --- | ----------------------- | --- | ----- | ----- | ----- | ------ | ------ | ------ | ---- | ---- | ----- |
| 1   | Igor Gorgonzola Novara  | 14  | 6     | 5     | 1     | 528    | 447    | 1.181  | 16   | 7    | 2.286 |
| 2   | Imoco Volley Conegliano | 13  | 6     | 5     | 1     | 564    | 496    | 1.137  | 16   | 9    | 1.778 |
| 3   | Fenerbahçe SK Istanbul  | 9   | 6     | 2     | 4     | 540    | 547    | 0.987  | 12   | 14   | 0.857 |
| 4   | Agel Prostějov          | 1   | 7     | 0     | 7     | 395    | 537    | 0.736  | 4    | 18   | 0.222 |

| Data   | Hora  |                         | Placar |                         | Set 1 | Set 2 | Set 3 | Set 4 | Set 5 | Total   | Relatório |
| ------ | ----- | ----------------------- | ------ | ----------------------- | ----- | ----- | ----- | ----- | ----- | ------- | --------- |
| 12 dez | 17:30 | Agel Prostějov          | 1–3    | Fenerbahçe SK Istanbul  | 25–20 | 14–25 | 19–25 | 21–25 |       | 79–95   | 79–95     |
| 13 dez | 20:35 | Imoco Volley Conegliano | 3–1    | Igor Gorgonzola Novara  | 25–13 | 25–18 | 20–25 | 25–14 |       | 95–70   | 95–70     |
| 10 jan | 20:30 | Imoco Volley Conegliano | 3–1    | Agel Prostějov          | 25–14 | 21–25 | 25–16 | 25–17 |       | 96–72   | 96–72     |
| 11 jan | 19:00 | Fenerbahçe SK Istanbul  | 2–3    | Igor Gorgonzola Novara  | 26–24 | 25–19 | 22–25 | 19–25 | 6–15  | 98–108  | 98–108    |
| 25 jan | 19:00 | Fenerbahçe SK Istanbul  | 2–3    | Imoco Volley Conegliano | 25–21 | 27–25 | 15–25 | 17–25 | 10–15 | 94–111  | 94–111    |
| 25 jan | 20:30 | Igor Gorgonzola Novara  | 3–1    | Agel Prostějov          | 25–12 | 25–13 | 22–25 | 25–14 |       | 97–64   | 97–64     |
| 7 fev  | 17:00 | Agel Prostějov          | 0–3    | Igor Gorgonzola Novara  | 24–26 | 13–25 | 15–25 |       |       | 52–76   | 52–76     |
| 7 fev  | 20:30 | Imoco Volley Conegliano | 3–2    | Fenerbahçe SK Istanbul  | 20–25 | 18–25 | 25–18 | 25–22 | 15–11 | 103–101 | 103–101   |
| 21 fev | 17:00 | Agel Prostějov          | 0–3    | Imoco Volley Conegliano | 21–25 | 21–25 | 15–25 |       |       | 57–75   | 57–75     |
| 22 fev | 20:30 | Igor Gorgonzola Novara  | 3–0    | Fenerbahçe SK Istanbul  | 25–23 | 25–18 | 25–13 |       |       | 75–54   | 75–54     |
| 27 fev | 17:00 | Fenerbahçe SK Istanbul  | 3–1    | Agel Prostějov          | 25–23 | 23–25 | 25–13 | 25–10 |       | 98–71   | 98–71     |
| 27 fev | 20:30 | Igor Gorgonzola Novara  | 3–1    | Imoco Volley Conegliano | 25–16 | 29–27 | 23–25 | 25–16 |       | 102–84  | 102–84    |

### Grupo C
|     |                  |     | Jogos | Jogos | Jogos | Pontos | Pontos | Pontos | Sets | Sets | Sets  |
| Pos | Equipe           | Pts | T     | V     | D     | V      | P      | R      | V    | P    | R     |
| --- | ---------------- | --- | ----- | ----- | ----- | ------ | ------ | ------ | ---- | ---- | ----- |
| 1   | Dinamo Kazan     | 18  | 6     | 6     | 0     | 495    | 367    | 1.349  | 18   | 2    | 9,000 |
| 2   | Chemik Police    | 10  | 6     | 4     | 2     | 502    | 487    | 1.031  | 13   | 10   | 1.300 |
| 3   | Vizura Ruma      | 7   | 6     | 2     | 4     | 431    | 463    | 0.931  | 8    | 13   | 0.615 |
| 4   | Maritza Plovdivo | 1   | 6     | 0     | 6     | 414    | 525    | 0.789  | 4    | 18   | 0.222 |

| Data   | Hora  |                  | Placar |                  | Set 1 | Set 2 | Set 3 | Set 4 | Set 5 | Total   | Relatório |
| ------ | ----- | ---------------- | ------ | ---------------- | ----- | ----- | ----- | ----- | ----- | ------- | --------- |
| 12 dez | 18:00 | Vizura Ruma      | 0–3    | Chemik Police    | 17–25 | 21–25 | 14–25 |       |       | 52–75   | 52–75     |
| 13 dez | 18:30 | Maritza Plovdivo | 0–3    | Dinamo Kazan     | 19–25 | 23–25 | 23–25 |       |       | 65–75   | 65–75     |
| 10 jan | 18:00 | Chemik Police    | 0–3    | Dinamo Kazan     | 17–25 | 20–25 | 19–25 |       |       | 56–75   | 56–75     |
| 11 jan | 18:30 | Maritza Plovdivo | 1–3    | Vizura Ruma      | 17–25 | 25–22 | 17–25 | 13–25 |       | 72–97   | 72-97     |
| 24 jan | 18:00 | Chemik Police    | 3–0    | Maritza Plovdivo | 25–16 | 26–24 | 25–12 |       |       | 76–52   | 76–52     |
| 25 jan | 19:00 | Dinamo Kazan     | 3–0    | Vizura Ruma      | 25–18 | 25–23 | 25–11 |       |       | 75–52   | 75-52     |
| 6 fev  | 20:30 | Vizura Ruma      | 0–3    | Dinamo Kazan     | 12–25 | 16–25 | 18–25 |       |       | 46–75   | 46-75     |
| 8 fev  | 18:30 | Maritza Plovdivo | 2–3    | Chemik Police    | 19–25 | 25–18 | 25–23 | 20–25 | 11–15 | 100–106 | 100–106   |
| 20 fev | 20:30 | Vizura Ruma      | 3–0    | Maritza Plovdivo | 25–23 | 25–19 | 25–14 |       |       | 75–56   | 75-56     |
| 21 fev | 19:00 | Dinamo Kazan     | 3–1    | Chemik Police    | 24–26 | 25–16 | 25–23 | 25–14 |       | 99–79   | 99-79     |
| 27 fev | 18:00 | Chemik Police    | 3–2    | Vizura Ruma      | 22–25 | 25–23 | 19–25 | 25–19 | 19–17 | 110–109 | 110-109   |
| 27 fev | 19:00 | Dinamo Kazan     | 3–1    | Maritza Plovdivo | 25–23 | 21–25 | 25–15 | 25–6  |       | 96–69   | 96-69     |

### Grupo D
|     |                         |     | Jogos | Jogos | Jogos | Pontos | Pontos | Pontos | Sets | Sets | Sets  |
| Pos | Equipe                  | Pts | T     | V     | D     | V      | P      | R      | V    | P    | R     |
| --- | ----------------------- | --- | ----- | ----- | ----- | ------ | ------ | ------ | ---- | ---- | ----- |
| 1   | VakıfBank SK Istanbul   | 17  | 6     | 6     | 0     | 554    | 453    | 1.223  | 18   | 5    | 3.600 |
| 2   | Galatasaray SK Istanbul | 14  | 6     | 4     | 2     | 536    | 482    | 1.112  | 14   | 9    | 1.556 |
| 3   | Dinamo Moscou           | 7   | 6     | 2     | 4     | 462    | 481    | 0.960  | 10   | 12   | 0.833 |
| 4   | Grot Budowlani Łódź     | 2   | 6     | 0     | 6     | 351    | 487    | 0.721  | 2    | 18   | 0.111 |

| Data   | Hora  |                         | Placar |                         | Set 1 | Set 2 | Set 3 | Set 4 | Set 5 | Total  | Relatório |
| ------ | ----- | ----------------------- | ------ | ----------------------- | ----- | ----- | ----- | ----- | ----- | ------ | --------- |
| 14 dez | 19:00 | VakıfBank SK Istanbul   | 3–1    | Galatasaray SK Istanbul | 25–22 | 25–18 | 23–25 | 26–24 |       | 99–89  | 99–89     |
| 21 dez | 20:00 | Grot Budowlani Łódź     | 0–3    | Dinamo Moscou           | 18–25 | 20–25 | 23–25 |       |       | 61–75  | 61–75     |
| 9 jan  | 19:00 | Dinamo Moscou           | 1–3    | Galatasaray SK Istanbul | 21–25 | 18–25 | 25–23 | 17–25 |       | 81–98  | 81–98     |
| 10 jan | 19:00 | VakıfBank SK Istanbul   | 3–1    | Grot Budowlani Łódź     | 25–16 | 24–26 | 25–15 | 25–16 |       | 99–73  | 99–73     |
| 23 jan | 19:00 | Galatasaray SK Istanbul | 3–0    | Grot Budowlani Łódź     | 25–16 | 25–21 | 25–17 |       |       | 75–54  | 75–54     |
| 24 jan | 19:00 | Dinamo Moscou           | 0–3    | VakıfBank SK Istanbul   | 20–25 | 22–25 | 18–25 |       |       | 60–75  | 60–75     |
| 6 fev  | 18:00 | Grot Budowlani Łódź     | 1–3    | Galatasaray SK Istanbul | 9–25  | 18–25 | 25–13 | 15–25 |       | 67–88  | 67–88     |
| 8 fev  | 19:00 | VakıfBank SK Istanbul   | 3–2    | Dinamo Moscou           | 22–25 | 25–18 | 25–11 | 21–25 | 15–9  | 108–88 | 108–88    |
| 20 fev | 19:00 | Galatasaray SK Istanbul | 3–1    | Dinamo Moscou           | 19–25 | 25–22 | 25–15 | 25–21 |       | 94–83  | 94–83     |
| 20 fev | 20:00 | Grot Budowlani Łódź     | 0–3    | VakıfBank SK Istanbul   | 13–25 | 22–25 | 16–25 |       |       | 51–75  | 51–75     |
| 27 fev | 19:00 | Dinamo Moscou           | 3–0    | Grot Budowlani Łódź     | 25–12 | 25–13 | 25–20 |       |       | 75–45  | 75–45     |
| 27 fev | 20:30 | Galatasaray SK Istanbul | 1–3    | VakıfBank SK Istanbul   | 21–25 | 22–25 | 25–22 | 24–26 |       | 92–98  | 92–98     |

## Playoffs
O sorteio e tabela dos jogos desta fase foram divulgadas em 2 de março de 2018, na cidade de Luxemburgo (cidade).
| Equipe 1                | Total | Equipe 2               | 1.º jogo | 2.º jogo |
| ----------------------- | ----- | ---------------------- | -------- | -------- |
| Voléro Zürich           | 0–6   | VakıfBank SK Istanbul  | 0–3      | 0–3      |
| Imoco Volley Conegliano | 4–2   | Dinamo Kazan           | 3–0      | 2–3      |
| Galatasaray SK Istanbul | 4–2   | Igor Gorgonzola Novara | 2–3      | 3–1      |

#### Jogos de ida
| Data   | Hora  |                         | Placar |                        | Set 1 | Set 2 | Set 3 | Set 4 | Set 5 | Total  | Relatório |
| ------ | ----- | ----------------------- | ------ | ---------------------- | ----- | ----- | ----- | ----- | ----- | ------ | --------- |
| 21 mar | 19:00 | Galatasaray SK Istanbul | 2–3    | Igor Gorgonzola Novara | 21–25 | 25–7  | 25–16 | 21–25 | 10–15 | 102–88 | 102–88    |
| 21 mar | 20:30 | Imoco Volley Conegliano | 3–0    | Dinamo Kazan           | 25–19 | 25–18 | 25–17 |       |       | 75–54  | 75–54     |
| 22 mar | 20:00 | Voléro Zürich           | 0–3    | VakıfBank SK Istanbul  | 17–25 | 22–25 | 21–25 |       |       | 60–75  | 60–75     |

#### Jogos de volta
| Data  | Hora  |                        | Placar |                         | Set 1 | Set 2 | Set 3 | Set 4 | Set 5 | Total  | Relatório |
| ----- | ----- | ---------------------- | ------ | ----------------------- | ----- | ----- | ----- | ----- | ----- | ------ | --------- |
| 4 abr | 19:00 | Dinamo Kazan           | 3–2    | Imoco Volley Conegliano | 25–15 | 21–25 | 20–25 | 25–17 | 15–13 | 106–95 | 106–95    |
| 5 abr | 19:00 | VakıfBank SK Istanbul  | 3–0    | Voléro Zürich           | 25–12 | 25–14 | 25–17 |       |       | 75–43  | 75–43     |
| 5 abr | 20:30 | Igor Gorgonzola Novara | 1–3    | Galatasaray SK Istanbul | 26–24 | 20–25 | 17–25 | 19–25 |       | 82–99  | 82–99     |

## Fase final
- Horários UTC+03:00

|  | Semifinais              | Semifinais          |   |                         | Final                   | Final |  |
|  |                         |                     |   |                         |                         |       |  |
|  | 5 de maio-16ː00         |                     |   |                         |                         |       |  |
|  | VakıfBank SK Istanbul   | 3                   |   |                         |                         |       |  |
|  | Imoco Volley Conegliano | 2                   |   |                         |                         |       |  |
|  |                         |                     |   |                         |                         |       |  |
|  |                         |                     |   |                         | 6 de maio-19ː00         |       |  |
|  |                         |                     |   |                         | VakıfBank SK Istanbul   | 3     |  |
|  |                         | CSM Volei Alba-Blaj | 0 |                         |                         |       |  |
|  |                         |                     |   |                         |                         |       |  |
|  |                         |                     |   |                         |                         |       |  |
|  |                         |                     |   |                         | Terceiro lugar          |       |  |
|  | 5 de maio-19ː00         | 5 de maio-19ː00     |   | 6 de maio-16ː00         | 6 de maio-16ː00         |       |  |
|  | CSM Volei Alba-Blaj     | 3                   |   | Imoco Volley Conegliano | 3                       |       |  |
|  | Galatasaray SK Istanbul | 1                   |   |                         | Galatasaray SK Istanbul | 0     |  |

## Semifinais
| Data  | Hora  |                       | Placar |                         | Set 1 | Set 2 | Set 3 | Set 4 | Set 5 | Total  | Relatório |
| ----- | ----- | --------------------- | ------ | ----------------------- | ----- | ----- | ----- | ----- | ----- | ------ | --------- |
| 5 mai | 16:00 | VakıfBank SK Istanbul | 3–2    | Imoco Volley Conegliano | 25–22 | 25–21 | 17–25 | 15–25 | 16–14 | 98–107 | 107–98    |
| 5 mai | 19:00 | CSM Volei Alba-Blaj   | 3–1    | Galatasaray SK Istanbul | 23–25 | 25–17 | 25–22 | 25–22 |       | 98–86  | 98–86     |

## Terceiro lugar
| Data  | Hora  |                         | Placar |                         | Set 1 | Set 2 | Set 3 | Set 4 | Set 5 | Total | Relatório |
| ----- | ----- | ----------------------- | ------ | ----------------------- | ----- | ----- | ----- | ----- | ----- | ----- | --------- |
| 6 mai | 16:00 | Imoco Volley Conegliano | 3–0    | Galatasaray SK Istanbul | 25–17 | 25–18 | 25–20 |       |       | 75–55 | 75-55     |

## Final
| Data  | Hora  |                       | Placar |                     | Set 1 | Set 2 | Set 3 | Set 4 | Set 5 | Total | Relatório |
| ----- | ----- | --------------------- | ------ | ------------------- | ----- | ----- | ----- | ----- | ----- | ----- | --------- |
| 6 mai | 19:00 | VakıfBank SK Istanbul | 3–0    | CSM Volei Alba-Blaj | 25–17 | 25–11 | 25–17 |       |       | 75–45 | 75-45     |